# Barinasuchus
Barinasuchus arveloi
Genre
Espèce
Barinasuchus est un très grand genre fossile de crocodyliformes, un clade qui comprend les crocodiliens modernes et leurs plus proches parents fossiles. Il est rattaché au sous-ordre des Notosuchia (ou notosuchiens en français) et aux clades des Ziphosuchia et des Sebecosuchia et, plus précisément à la famille des Sebecidae.
Une seule espèce est rattachée au genre : Barinasuchus arveloi, décrite par Alfredo Paolillo et Omar J. Linares en 2007.

## Étymologie
Son nom de genre Barinasuchus est composé du nom de l'État de Barinas au Venezuela où a été découvert l'holotype et le mot du grec ancien σοῦχος Soũkhos, « crocodile », pour donner « crocodile de Barinas ».

## Découverte et datation
Ses fossiles ont été découverts dans des sédiments de l'Éocène moyen de la formation géologique de Divisadero Largo en Argentine et des sédiments du Miocène moyen de la formation d'Ipururo du Pérou et de la formation de Parángula au Venezuela.

## Description
L'holotype vénézuélien est constitué de la partie avant du crâne avec sa mandibule articulée. Comme les autres sébécosuchiens, c'est un carnivore terrestre avec des dents hétérodontes, principalement zyphodontes (similaires à celles des dinosaures théropodes), c'est-à-dire comprimées latéralement, courbées et à bordure dentelée. Cette dentition faisait de lui un prédateur redoutable.
La partie préservée du crâne mesure 70 centimètres de long et 40 centimètres de haut ; l'estimation de la longueur totale du crâne est de 1 mètre. La longueur totale de l'animal est évaluée à près de 6 mètres, ce qui fait de lui le plus grand des sébécosuchiens.
Des fossiles du même âge du Pérou nommés à l'origine Sebecus cf. huilensis ont été réattribués à B. arveloi.

## Classification
En 2014, Diego Pol et ses collègues conduisent une synthèse phylogénétique, intégrant les nombreux nouveaux genres et espèces découverts au début des années 2010. Elle compile plusieurs études phylogénétiques antérieures pour aboutir à une matrice incluant 109 Crocodyliformes et genres proches dont 412 caractères morphologiques sont étudiés. Les Notosuchia selon D. Pol et al. regroupent 45 genres et 54 espèces. Dans leur cladogramme, Barinasuchus est classé comme un Sebecosuchia de la famille des Sebecidae, proche du genre Lorosuchus et du groupe frère constitué des genres Ayllusuchus et Bretesuchus.